# Ancylotrypa flavidofusula
Espèce
Synonymes
- Pelmatorycter flavidofusulus Hewitt, 1915

Ancylotrypa flavidofusula est une espèce d'araignées mygalomorphes de la famille des Cyrtaucheniidae.

## Distribution
Cette espèce est endémique du Cap-Oriental en Afrique du Sud,.

## Publication originale
- Hewitt, 1915 : Descriptions of new South African Arachnida. Record of the Albany Museum, vol. 3, p. 70-106.